# Martin Bollert

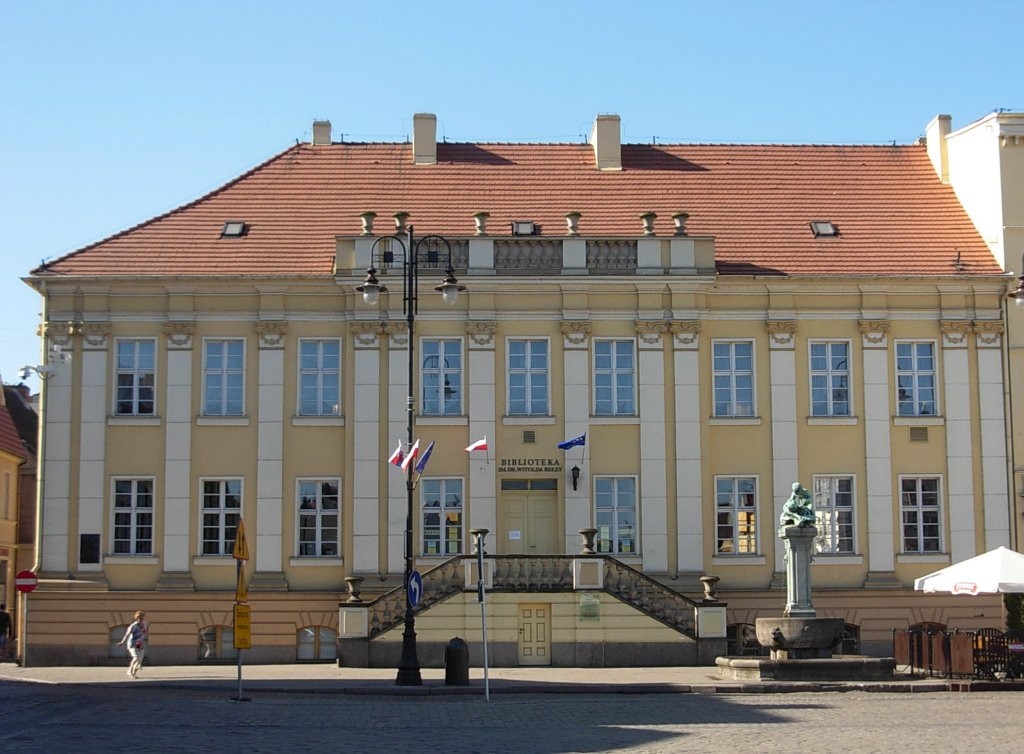
Biblioteka Miejska w Bydgoszczy, w której dyrektorem w latach 1913–1920 był Martin Bollert

Martin Bollert (ur. 1876 we Frankfurcie nad Odrą, zm. 1968 w Röttgen) – bibliotekarz, dyrektor Biblioteki Miejskiej w Bydgoszczy w latach 1913–1920.

## Życiorys
Urodził się 11 października 1876 roku we Frankfurcie nad Odrą. Był synem Juliusa, miejscowego pastora, i Marie z domu Cattien. Uczęszczał do gimnazjum we Frankfurcie nad Odrą, gdzie w 1894 roku złożył egzamin dojrzałości. Następnie studiował filologię niemiecką na uniwersytecie w Jenie. W trakcie studiów złożył także egzamin z języka hebrajskiego. Od 1895 roku kontynuował studia na uniwersytecie w Berlinie.
W latach 1899–1900 odbył praktykę nauczycielską w gimnazjum frankfurckim, po czym w 1901 roku uzyskał stopień doktora na uniwersytecie w Strasburgu. Pierwszym jego zawodowym zajęciem była praca w Królewskim Muzeum w Berlinie, po czym przeniesiono go do biblioteki uniwersyteckiej w Getyndze, w której pracował do końca września 1903 roku, po uprzednim złożeniu egzaminu państwowego dla bibliotekarzy.
W październiku 1903 roku objął funkcję bibliotekarza pomocniczego w bibliotece technicznej zakładów Friedricha Kruppa w Essen, a w roku następnym w bibliotece uniwersyteckiej w Bonn.

### Dyrektor Biblioteki Miejskiej w Bydgoszczy
14 maja 1913 roku zgłosił swą kandydaturę na stanowisko dyrektora Biblioteki Miejskiej w Bydgoszczy, wakujące po odejściu prof. Georga Minde-Poueta. Uchwałą rady miejskiej z 27 czerwca 1913 roku została ona zatwierdzona. Formalnie funkcję dyrektora objął 8 września 1913 roku.
Jako dyrektor, mimo trudności spowodowanych wojną, znacznie zwiększył księgozbiór biblioteki. Scalił zbiory Biblioteki Miejskiej i Biblioteki Ludowej. Jednym z zadań, jakich się podjął, było utworzenie zbioru dokumentów dotyczących wojny, drukowanych i rękopiśmiennych. Próbował takie gromadzić dokumenty z życia kulturalnego Bydgoszczy i opracować katalogi tych materiałów. W trakcie pracy w Bibliotece Miejskiej wiele publikował. Kilka prac poświęcił bydgoskiej książnicy. Wiele artykułów zamieścił na łamach specjalistycznych czasopism literackich i bibliotekarskich. Był członkiem Niemieckiego Towarzystwa Sztuki i Wiedzy w Bydgoszczy. Wyrazem uznania dla jego dorobku było nadanie mu 14 maja 1917 roku tytułu profesora.
W kwietniu 1920 roku bibliotekę przejęli Polacy, ale Bollerta pozostawiono na stanowisku dyrektora do 1 września 1920 roku, kiedy to kierownictwo placówki przejął dr Witold Bełza przybyły z Biblioteki „Ossolineum” we Lwowie. Formalne zwolnienie Bollerta nastąpiło na jego prośbę 30 września 1920 roku.
Rezygnację ze stanowiska i wyjazd z Bydgoszczy poprzedziła propozycja objęcia stanowiska dyrektora Biblioteki Saksońskiej w Dreźnie. Objął je w październiku 1920 roku. i piastował do roku 1937. Zmarł 6 marca 1968 roku w Röttgen koło Bonn.

## Rodzina
Martin Bollert od 1906 roku był żonaty z Else z domu Noack. Miał cztery córki: Eve (ur. 1910), Lotte (ur. 1912), Friederike (ur. 1914) i Marie (ur. 1917).